# Охрімчук Сергій Михайлович
Сергі́й Миха́йлович Охрімчу́к (нар. 5 квітня 1968, Кривий Ріг, Дніпропетровська область, УРСР) — український скрипаль-віртуоз, який виконує музику в жанрі фольклор, джаз, рок та музичний педагог. Вивчає та виконує етнічну скрипкову музику різних країн, експериментує з поєднанням багатьох музичних жанрів.

## Життєпис
Закінчив Житомирське музичне училище імені Віктора Косенка та Київську консерваторію по класу скрипки (1997, клас Олександра Спренціса). У 1993—1995 роках працював співробітником Проблемної науково-дослідної лабораторії етномузикології, був активним учасником етноорганологічних експедиціях на Полісся й у Карпати. 
Грав у експериментальному рок-гурті «Біокорд», з 1990 по 1997 рік — у тріо сучасної імпровізаційної музики «САТ». Самостійно опанував різні народні регіональні стилі гри на скрипці.

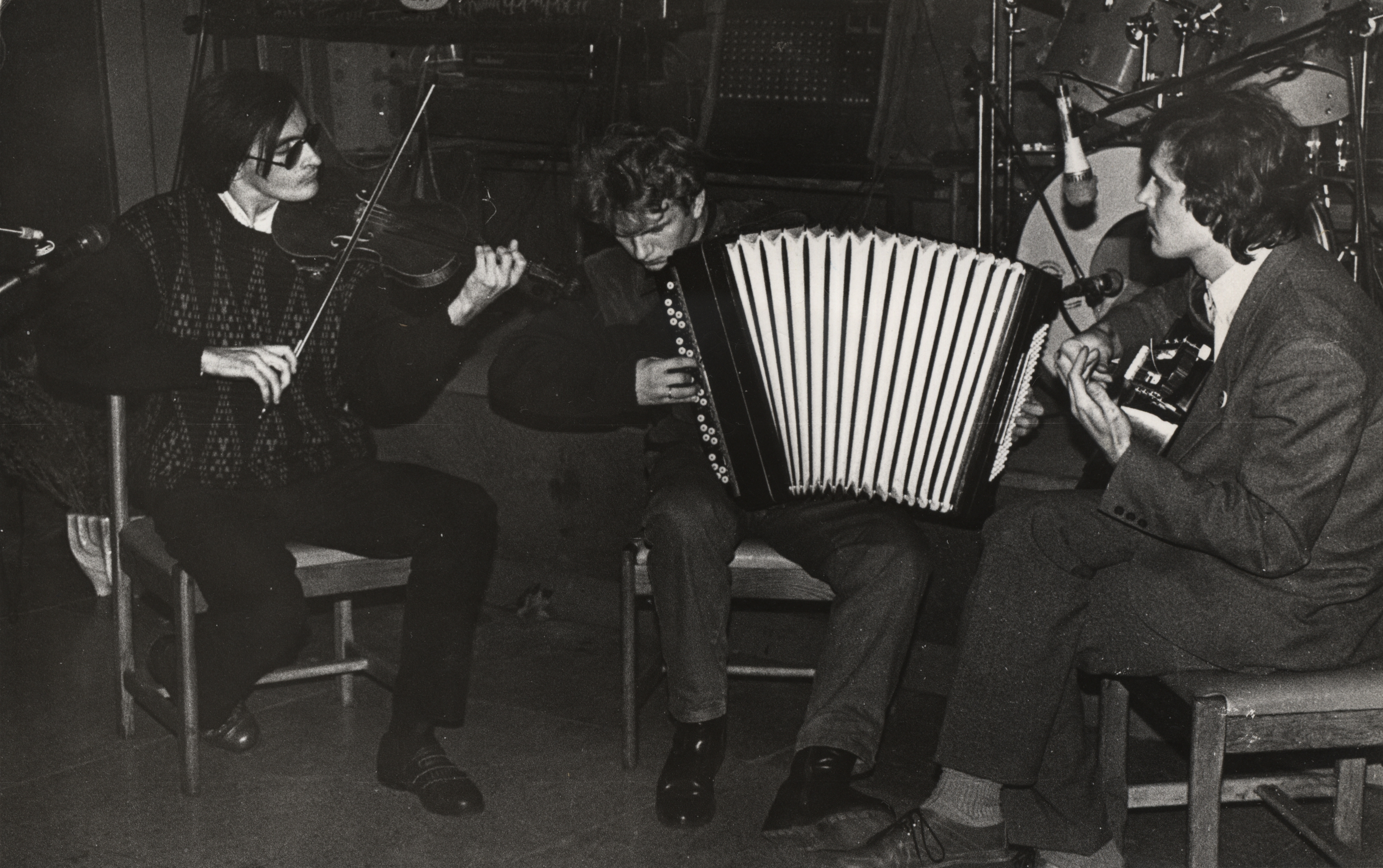
Тріо CAT у складі: С. Охрімчук, О. Клименко, М. Стрельніков (1992 р.)

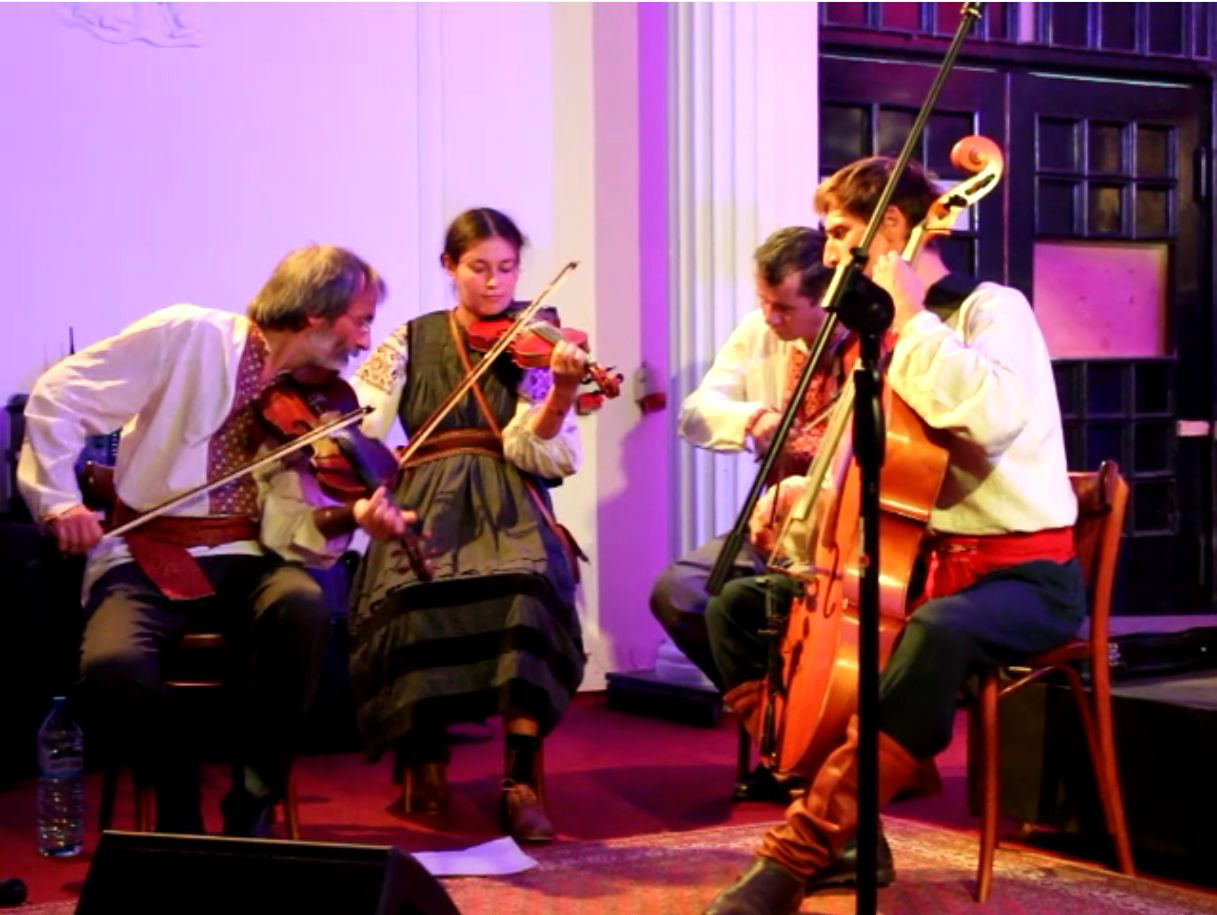
Капела Сергія Охрімчука у складі: (зліва направо) Сергій Охрімчук, Анжела Зайцева, Михайло Качалов, Северин Данилейко на концерті у Варшаві 13 вересня 2017 р.; фото: Івонна Новіцка

З 1993 року працював на кафедрі етномузикології Київської консерваторії, проводив роботу зі збирання, дослідження та відтворення автентичної скрипкової музики. Брав участь у наукових фольклорних конференціях в Україні, Польщі, Росії.
З 2000 року викладав на кафедрі старовинної музики Національної музичної академії України імені Петра Чайковського. Створив декілька програм з провідними джазовими музикантами України та Польщі, брав участь у багатьох джазових фестивалях.
Учасник інструментальної капели «Надобридень», фольклорного ансамблю «Древо», Квартету Віктора Соломіна, джазового гурту «Обличчя міст», Катя Chilly, «Хорея Козацька». Учасник етно-диско проекту Олега Скрипки «Чоботи з бугая» та «Le Grand Orchestra». Керівник та учасник смичкового квартету «Капела Сергія Охрімчука».
Співпрацює з багатьма відомими українськими та зарубіжними виконавцями та гуртами: Олегом Скрипкою, «Океаном Ельзи», Младою, Русланою, «Божичі», «Red Cardell» (Франція), Дмитро Найдич, «Карпатяни» та інші.
20 жовтня 2008 року в Українському домі Сергій Охрімчук взяв участь у творчому вечері «Незабутня Квітка», присвячений пам'яті співачки, учасниками якого також були Ніна Матвієнко та її донька Антоніна, оперна діва Марія Стефюк, поп-співачка Марія Бурмака, фронтмен гурту «Воплі Відоплясова» Олег Скрипка.
Виступав на фестивалях «Нова територія», «Київ Музик Фест», «Арт-Поле», «Старе кіно по-новому», «Jazz Bez», «Музичні прем'єри сезону», «Форум музики молодих», «Древо роду кобзарського», «Всі мазурки світу» у Варшаві та інших. Гастролював у різноманітних складах в Австрії, Канаді, країнах Балтії, Німеччині, Польщі, Росії, Румунії, Туреччині, Франції, Чехії, Узбекистані.
Виконує музику сучасних українських композиторів, створює музику до кіно та театральних вистав. Бере участь у різноманітних музично-театральних перформансах, мультимедійних проектах («Київські торти»).
Виконав кіномузику Алли Загайкевич до двох неігрових фільмів режисера Нелі Пасічник: «Сховок» (1993; разом із Олександром Нестеровим і тріо «САТ») та «Тисмениця» (1995) та до художнього фільму режисера Олеся Саніна «Мамай» (2003).
Співпрацював з київськими театральними режисерами Дмитром Богомазовим, Владиславом Троїцьким, а також з ізраїльською режисеркою Марією Немировською, створюючи музику до їхніх театральних вистав.
Бере участь в міжнародних електроакустичних проєктах-перформансах «Електроакустика» (2003–08) та «ЕМ-візія» (2005–08; обидва — Київ, художній керівник Алла Загайкевич). Також виступає з ансамблем «Хорея Козацька».

## Доробок
Дискографія
- «САТ» (2006)[16]
- «Карміна Сарматіка» — в складі «Хореї Козацької» (2009)
- «Рицер Смілостю Упоєнний» — в складі «Хореї Козацької» (2009)
- «Барвіночок» — в складі гурту «PoliКарп» (2009)
- «The Lviv Lute» — в складі ансамблю «Sarmatica» (2010)
- «Тера Козацька» — в складі «Хореї Козацької» (2010)
- «Бенкет Духовний» — в складі «Хореї Козацької» (2012)
- «COPICAT» (2012)[17]
- «De Libertate» — в складі «Хореї Козацької» (2018)
- «Пісні Української революції» — в складі «Хореї Козацької» (2019)

Брав участь у записі
- «Вночі», альбом Святослава Вакарчука (2008).
- «Серце у мене вразливе», максі-синґл Олега Скрипки.
- «Українські танці. Частина 1.», «Божичі»
- «Українські танці. Частина 2.», «Божичі»

## Нагороди
- Національна премія України імені Тараса Шевченка (2023) в категорії «Музичне мистецтво» спільно з іншими учасниками гурту «Хорея Козацька»: Тарасом Компаніченком, Максимом Бережнюком, Северином Данилейко, Ярославом Крисько за авдіоальбом «Пісні Української революції»[18][19].